# Irina Krush
Irina Krush (en ucraniano: Ірина Круш; n. 24 de diciembre de 1983) es una Gran Maestro Internacional de ajedrez que ha ganado ocho veces el Campeonato de Ajedrez Femenil de Estados Unidos.

## Carrera
Krush nació en Odesa, Unión Soviética (actualmente Ucrania). Aprendió a jugar ajedrez a los cinco años, emigrando con sus padres a Brooklyn ese mismo año (1989). Krush asistió a la Edward R. Murrow High School en Brooklyn.
A los 14 años, Krush ganó el Campeonato de Ajedrez Femenil de Estados Unidos del año 1998, convirtiéndose en la campeona estadounidense más joven de la historia. Ha ganado el campeonato en otras siete ocasiones, en 2007, 2010, 2012, 2013, 2014, 2015 y 2020.
Krush tomó parte en la competencia de ajedrez "Kaspárov versus El Mundo" en 1999. Garry Kasparov jugó las piezas blancas y el público de internet, a través de un sitio alojado por Microsoft, votaba en las jugadas de las piezas negras, guiados por las recomendaciones de Krush y tres de sus contemporáneos, Étienne Bacrot, Elisabeth Pähtz y Florin Felecan. En la décima jugada, Krush sugirió una novedad por la que votó el equipo Mundo. Kasparov dijo después que perdió el control del juego en ese momento, y no estaba seguro si iba ganando o perdiendo.
Krush jugó en el grupo C del Torneo Corus de Ajedrez, un torneo de todos contra todos celebrado en Wijk aan Zee, Países Bajos. Ella terminó en quinto lugar compartido, con un puntaje de 7/13 después de cinco victorias (incluyendo una contra el eventual ganador, Fabiano Caruana), cuatro tablas y cuatro derrotas.
En 2013, se le concedió el título de Gran Maestro gracias a sus resultados en el Torneo GM Internacional NYC Mayor en 2001,el Campeonato mundial de ajedrez por equipos en 2013 y el Abierto de Bakú 2013.

### Competencias de equipo
Krush ha jugado para la selección nacional de Estados Unidos en la Olimpiada de ajedrez femenil desde 1998. El equipo de Estados Unidos ganó la medalla de plata en 2004, en la XXXVI Olimpiada de ajedrez; y bronce en 2008, en la XXXVIII Olimpiada de ajedrez, el año 2018 obtuvo la medalla de plata individual en el tablero 2 de la XLIII Olimpiada de Batumi en Georgia.
Krush ha jugado también para el equipo Manhattan Applesauce en la Liga de Ajedrez de Estados Unidos en 2015; antes de ello jugó con los New York Knights (2005-2011, 2013). Krush y su exmarido, el Gran Maestro canadiense Pascal Charbonneau, han jugado en la liga del Reino Unido para Guildford-ADC.

## Periodismo
Krush también es una escritora y contribuye frecuentemente a la revista Chess Life, así como al sitio web uschess.org. El artículo en el que habla de su norma para recibir el título de Gran Maestro Internacional fue honrado como "Lo mejor del Ajedrez en Estados Unidos" en 2013.

## Vida personal
Krush estudió Relaciones internacionales, graduándose de la Universidad de Nueva York en 2006.
En marzo de 2016 apareció como invitada en el programa Steve Harvey junto a Hillary Clinton. Krush apareció con dos actrices, las tres respondiendo preguntas (tanto del anfitrión Steve Harvey como de Hillary Clinton) acerca de su vida y su carrera en el ajedrez. Krush y las dos impostoras dieron respuestas plausibles. Al final, Clinton debía determinar cuál de las tres mujeres era la verdadera Irina Krush.